# Demografía de España
La demografía de España estudia estadísticamente la estructura y la dinámica de la población residente en el territorio español, así como los procesos que la determinan: fecundidad, mortalidad y migración (emigración e inmigración) en dicho territorio. España es el cuarto país más poblado de la Unión Europea y el 30.º del mundo.

## Población

### Población actual
49 315 949  (1 de julio de 2025, datos provisionales). Es el valor máximo de la serie histórica.

## Evolución demográfica de España

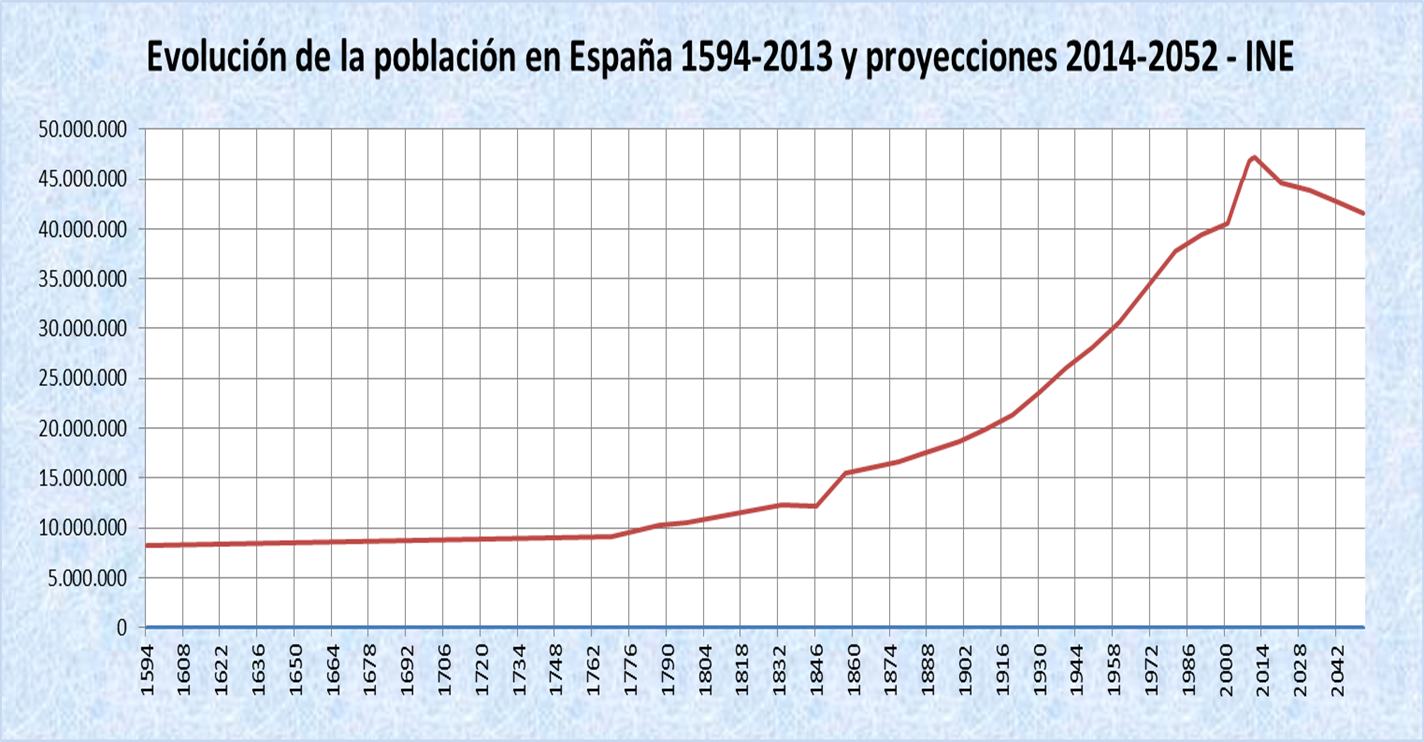
Evolución de la población en España (1594-2013) y proyecciones 2014-2052, Instituto Nacional de Estadística (INE), España.

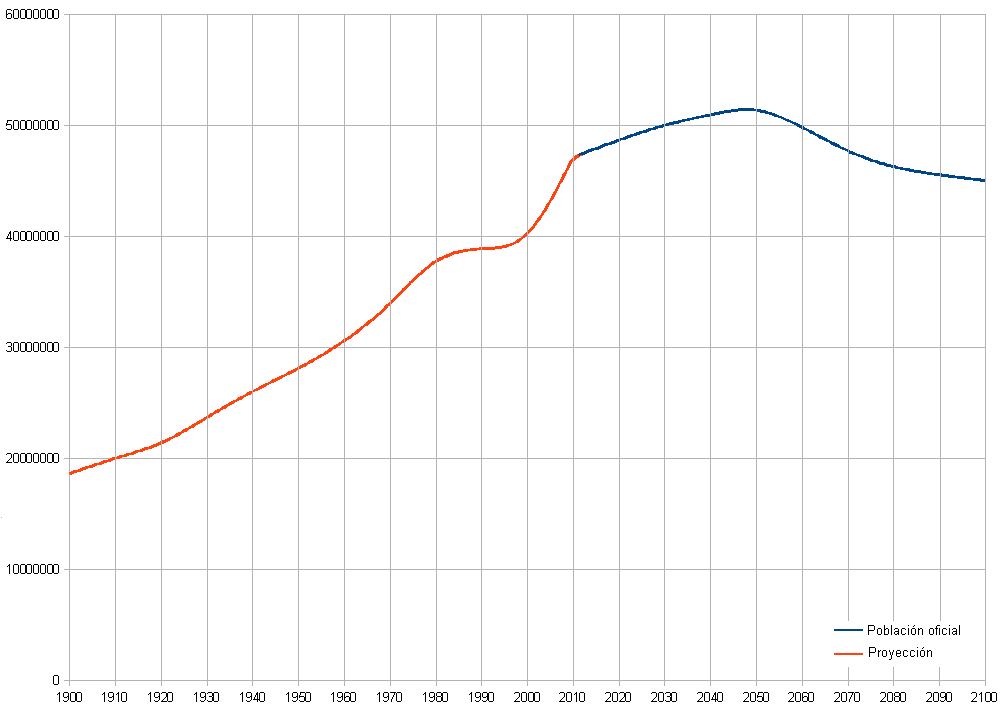
Evolución de la población de España desde 1900 a 2100 (1900-2010: datos oficiales; 2010-2100: proyecciones de la ONU)

La demografía histórica de España, el estudio de su historia demográfica o evolución demográfica, se puede dividir en dos periodos claramente diferenciados:
- el ciclo demográfico antiguo o preindustrial (hasta el siglo XVIII), caracterizado por una alta mortalidad y una alta natalidad
- y el ciclo demográfico moderno (a partir de finales del siglo XVIII y principios del XIX), en los que la bajada de la mortalidad provocó inicialmente una transición demográfica, con fuertes incrementos de la población, pasando en sus momentos finales a una estabilidad demográfica gracias a la bajada de la natalidad.

En el caso de España, además, ambos ciclos coincidieron temporalmente con la presencia o no de censos de población fiables, con características modernas: fines estrictamente demográficos, periodicidad, simultaneidad a todo el territorio, etc., que permiten un estudio preciso de los estados y procesos demográficos. En 1857 se realizó el primer censo de población de la serie estadística española, mientras que hasta entonces puede hablarse de época preestadística, porque si bien se efectuaron dos censos demográficos (el de Aranda y el de Floridablanca) ambos carecían de una continuidad establecida. 
| Evolución de la población española |
| --- |
| |
| Eje vertical en miles de habitantes, eje horizontal, años d. C. Sobre las barras, cifra de población en millones de habitantes. Hasta la Edad Moderna, se considera de forma conjunta toda la península ibérica. Desde 1500, se excluye la población de Portugal. Las cifras anteriores a la Edad Moderna son altamente especulativas y solo indican las tendencias seculares de aumento o descenso. Las cifras de los siglos XVI y XVII son una ponderación entre las estimaciones historiográficas (véanse las fuentes en el artículo evolución de la población española en la época precensal). Las cifras del siglo XVIII están basadas en el vecindario de Campoflorido, el catastro de Ensenada y el censo de Floridablanca. Las cifras a partir de 1857 provienen del Instituto Nacional de Estadística. |

## Historia de la demografía en España
Algunas ciencias se han preocupado por problemas de la población (historia, medicina) sobre todo en el primer tercio del siglo XX y da lugar a estudios que se publican en revistas, instituciones de sociología…
En los años 1940 predominaban los estudios de médicos y sociólogos en los que predomina la temática natural (nacimientos y defunciones). Son muy representativos los estudios sobre la mortalidad infantil pero sin componente espacial, también son representativos los estudios de natalidad de Ros Gimeno con tendencia pronatalista. Fue uno de los precursores del estudio de la geografía de la población en la península ibérica. También destaca Perpiñá con estudios sobre la distribución de la población.
En las década de 1950 priman los estudios regionales derivados de la geografía regional con carácter descriptivo y explicativo de autores como José Manuel Casas Torres y Manuel de Terán.
En los años 1950 aparecen otras temáticas como la geografía histórica con estudios como los de Livi Bacci y Nadex que analiza la población desde el siglo XVI al XX. Hay otra corriente que nos habla de las corrientes espaciales de moda por las que España inicia su ciclo demográfico migratorio a Europa y también del campo a la ciudad. Destacan Cartelux y García Barbancho.
En la década de 1970 predominan los estudios conjuntos de población, pero predomina la temática de la fecundidad, muy numerosa en la segunda mitad de esa década, porque la natalidad en España estaba comenzando a bajar.
A partir de los años 1980 se consolida la investigación tratando temas muy diversos, primando una heterogeneidad en cuanto al método y predominando la geografía cuantitativa y cualitativa, asociadas con las corrientes filosóficas, rasgos que llegan a la actualidad.
Destacan tres temáticas:
- Envejecimiento, analizado a partir del aumento de la esperanza de vida y descenso de la natalidad.[5]
- Se analizan las diferencias entre el campo y la ciudad.
- Falta de "reemplazo generacional", teniendo en cuenta que las corrientes migratorias pueden subsanar este déficit.

Las migraciones tienen dos tipos de estudios, los que analizan España como país receptor con una vertiente muy centrada en lo social: integración, asimilación e inserción, y los que analizan España con sus corrientes de migración interiores, con temas como los movimientos pendulares o de ocio, y también los de la corriente de retorno de la ciudad al campo.

### Censo de población

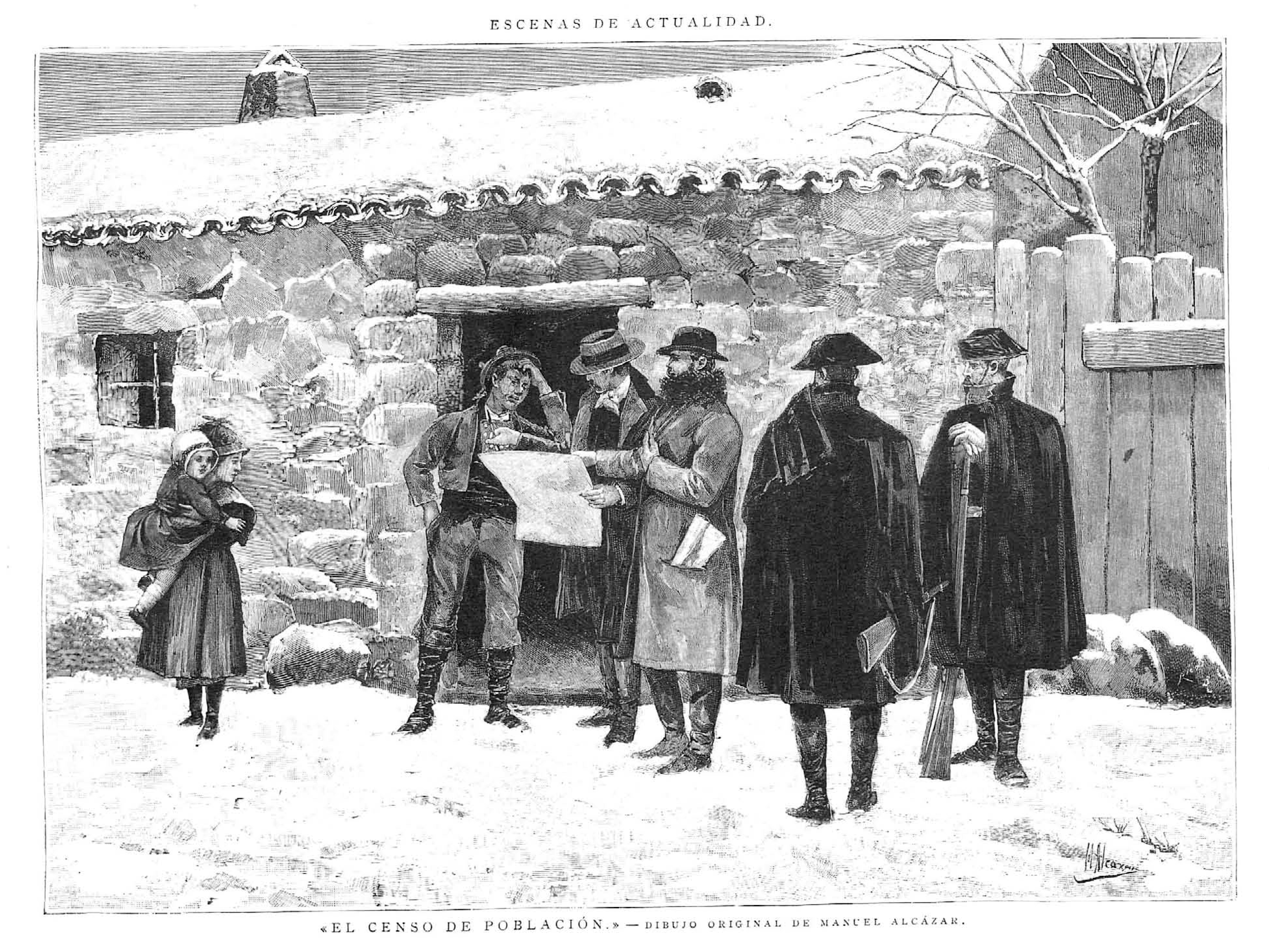
«El censo de población» por Manuel Alcázar (La Ilustración Española y Americana, 1888)